# História da República Popular da China (1976–1989)
China Dengista é o nome dado ao periodo após a morte de Mao Zedong e a nomeação de Hua Guofeng como Presidente do PCC até o Massacre da Praça da Paz Celestial em 1989.
Em Setembro de 1976, após a morte de Mao Zedong, a República Popular da China ficou sobre o controle de Hua Guofeng, sendo o segundo líder supremo da China. Hua expurgou o Bando dos Quatro e insistiu na continuação das políticas maoístas, com uma luta pelo pode ocorrendo dentro do Partido Comunista Chinês, Deng Xiaoping emergiu e comandos as reformas da economicas chinesas iniciadas por Hua. Deng, no entanto, foi conservador no que diz respeito a uma ampla reforma política e, juntamente com a combinação de problemas imprevistos que resultaram das políticas de reforma econômica, o país passou por outra crise política, com seu principal desfecho sendo o Massacre da Praça da Paz Celestial.